# Landtagswahlkreis Heilbronn-Land II
Der Wahlkreis Heilbronn-Land II (Wahlkreis 13) war ein Landtagswahlkreis in Baden-Württemberg. Er bestand unter diesem Namen und mit dieser Nummer von der Landtagswahl 1956 bis zur Landtagswahl 1972. Auch bei der Wahl zur verfassunggebenden Landesversammlung 1952, die sich 1953 als erster Landtag konstituierte, gab es im Land Württemberg-Baden einen Wahlkreis mit dem Namen Heilbronn-Land II, der die Nummer 18 trug. Seit der Landtagswahl 1976 gibt es einen Wahlkreis Eppingen mit der Nummer 19.
Der Wahlkreis umfasste ungefähr den südwestlichen Teil des damaligen Landkreises Heilbronn und bestand 1952 aus den Gemeinden Abstatt, Auenstein, Beilstein, Biberach, Bonfeld, Botenheim, Brackenheim, Cleebronn, Dürrenzimmern, Eibensbach, Flein, Frankenbach, Frauenzimmern, Fürfeld, Gronau, Großgartach, Güglingen, Haberschlacht, Hausen an der Zaber, Horkheim, Ilsfeld, Kirchhausen, Kleingartach, Klingenberg, Lauffen am Neckar, Leonbronn, Massenbach, Massenbachhausen, Meimsheim, Michelbach am Heuchelberg, Neckarwestheim, Neipperg, Niederhofen, Nordhausen, Nordheim, Obereisesheim, Ochsenburg, Pfaffenhofen, Schluchtern, Schmidhausen, Schozach, Schwaigern, Stetten am Heuchelberg, Stockheim, Talheim, Untereisesheim, Untergruppenbach, Unterheinriet, Weiler an der Zaber und Zaberfeld. Ab der Landtagswahl 1956 kam die in den Landkreis Heilbronn gewechselte Stadt Bad Wimpfen dazu.
Bei der Landtagswahl am 23. April 1972 waren einige dieser Gemeinden aufgrund der laufenden Gemeindereform bereits in andere eingemeindet oder hatten sich zusammengeschlossen. Klingenberg war in die Stadt Heilbronn eingemeindet worden und gehörte damit zum Landtagswahlkreis Heilbronn-Stadt, Gronau gehörte zu Oberstenfeld und damit zum Wahlkreis Ludwigsburg II.
Von 1946 bis 1952 gab es in Württemberg-Baden einen Wahlkreis Heilbronn, der die Stadt Heilbronn sowie den ganzen Landkreis Heilbronn umfasste und mehrere Abgeordnete entsandte.

## Wahlen und Abgeordnete 1952 bis 1972
Bei den Landtagswahlen in Baden-Württemberg hat jeder Wähler nur eine Stimme, mit der sowohl der Direktkandidat als auch die Gesamtzahl der Sitze einer Partei im Landtag ermittelt werden. Dabei gibt es keine Landes- oder Bezirkslisten, stattdessen werden zur Herstellung des Verhältnisausgleichs unterlegenen Wahlkreisbewerbern Zweitmandate zugeteilt. Die bis zur Wahl 2006 gültige Regelung sah eine Zuteilung dieser Mandate nach absoluter Stimmenzahl auf Ebene der Regierungsbezirke vor. Bei der Wahl zur verfassunggebenden Landesversammlung 1952 gab es keine Zweitmandate, sondern Landesergänzungslisten.
Den Wahlkreis Heilbronn-Land II vertraten von 1952 bis 1976 folgende Abgeordnete im Landtag:
| Partei  | Art des Mandats | Gewählte                                                                                          |
| ------- | --------------- | ------------------------------------------------------------------------------------------------- |
| SPD     |                 | Fritz Köhler 1952                                                                                 |
| SPD     | Erstmandat      | Fritz Köhler 1956, 1960, † 20. Dezember 1962 Paul Doll, nachgerückt am 8. Januar 1963, 1964, 1968 |
| CDU     | Erstmandat      | Gotthilf Link 1972                                                                                |
| FDP/DVP | Zweitmandat     | Otto Haag 1956 Emil Feucht 1964, 1968                                                             |